# هنر در استان گیلان
هنر در استان گیلان به فعالیت‌های هنری در استان گیلان در رشته‌های مختلف مانند معماری، نقاشی، بافندگی، سفالگری، موسیقی، رقص، خوشنویسی، فلزکاری و ... می‌پردازد.

## معماری
1. تغییرمسیر معماری روستایی گیلان

## هنرهای دستی
صنایع دستی گیلان عبارتند ازانواع وسایل حصیری مانند کلاه حصیری سفره حصیری کیف و.. ودر بخش‌های تالش‌نشین انواع گلیم را هم می‌توان نام برد.

## موسیقی
شعر و موسیقی از دیرباز با فرهنگ گیلانیان عجین بود تا جایی که در اکثر مراسم سنتی مانند مراسم عروسی (عروس بران، حنابندان و...)، مراسم پیشواز نوروزی (عروس گوله، نوروزی خوانی، آینه تکم و...) مراسم کشاورزی(نشاء، وجین و...) ترانه‌های خاصی خوانده می‌شد. به روایتی دیگر می‌توان اینگونه بیان کرد که به دلیل طبیعت بکر و زیبای گیلان، مردمان این سرزمین از روحیه‌ای حساس و هنرمندانه برخوردار بودند و به مدد این هنر زندگی سخت خود را به شیرینی می‌گذراندند.

## تئاتر
اولین تئاتر به شکل کلاسیک و در سالن در شهر رشت شروع به کار کرد.
اکبر رادی  نمایشنامه نویس معروف ایرانی در شهر رشت متولد شد و تا سن ده سالگی در گیلان زندگی کرد. حال و هوای طبیعت شمال، زندگی ارباب و رعیتی و طبع شاعرانه گیل مردان و گیل زنان در آثار او جریان دارد. از جمله معروفترین آثار او می‌توان به پلکان، هاملت با سالاد فصل و لبخند با شکوه آقای گیل اشاره کرد.

### نوروزخوانی
یک هفته مانده به شب عید، چند نفر شب هنگام فانوس به دست می‌گرفتند و دو چوب برداشته به هم می‌کوبیدند و به حیاط خانه مردم می‌رفتند. به در هر خانه‌ای که می‌رسیدند اجازة نوروزخوانی می‌گرفتند. نوروزی خوان‌ها نیز اشعاری را در مدح ائمهٔ اطهار(ع) می‌خواندند، بعد از آن صاحب خانه هدیهای مثل پول، برنج یا تخم مرغ به آنها می‌داد. آنگاه نوروزی خوان‌ها از حیاط خانه به خانة بعدی می‌رفتند و این کار در تمام محل اجرا می‌شد. نوروزی خوان‌ها معمولاً بعد از اجرای مراسم به صاحب‌خانه، یک شاخه شمشاد به عنوان نماد سبزی و نیک‌بختی، هدیه می‌دادند و اگر صاحب‌خانه در خانه حضور نداشت، شاخة شمشاد را بریکی از ستون‌های ایوان خانه نصب می‌کردند.

## سینما
ابراهیم مرادی، نخستین فیلم‌ساز ایرانی، در سال ۱۲۷۸ خورشیدی، در بندر انزلی در گیلان، متولد شد. وی، در سال ۱۳۰۹ خورشیدی، کار فیلم‌برداری، برای ساخت فیلم بلندی که انتقام برادر یا روح و جسم نام گرفت را در بندر انزلی، آغاز کرد.
وی، ساخت و فیلم‌برداری این فیلم را هم‌زمان با فیلم‌برداری «آبی و رابی» توسط رابی اوگانیانس، آغاز کرد. اما از آن‌جا که سینما در ایران هنری ناشناخته بود، هیچ کس حاضر به کمک مالی به او نشد و او نتوانست در آن سال بیش از هفتصد متر آن را بگیرد. چون روند تولید فیلم به شکلی نسبتاً کامل تا سال ۱۳۱۰ طول کشید، فیلم «انتقام برادر» سومین فیلم داستانی ایرانی است که در تهران به نمایش درآمد و از آن‌جا که تاریخ نویسان سینما زمان نمایش یک فیلم را در پایتخت ملاک داوری تاریخی خود قرار می‌دهند، نوشته‌اند مرادی سومین فیلم بلند سینمایی ایران را ساخته‌است که نادرست است. نخستین لوکیشن (محل فیلمبرداری) در تاریخ سینمای ایران هم با این حساب در گیلان خواهد بود. همچنین نخستین بازیگران زن تاریخ سینمای ایران، خانم‌ها لیدا ماطاوسیان و ژاسمن ژوزف، از ارامنهٔ ساکن بندر انزلی، نخستین زنانی هستند که در یک فیلم ایرانی نقش آفرینی کرده‌اند. در آن سال‌ها، خانم‌های ارمنی برخلاف خانم‌های مسلمان حق داشتند که بدون حجاب و با کلاه‌های جور واجور در خیابان‌ها ظاهر شوند و به همین دلیل حضور آن‌ها در نمایش‌نامه‌های مختلف و نیز در فیلم‌ها سر و صدایی به وجود نمی‌آورد. مرادی یا توجه به آشنایی‌اش با تئاتر از این موضوع در آن زمان استفاده کرده بود.